# Michael Theurer

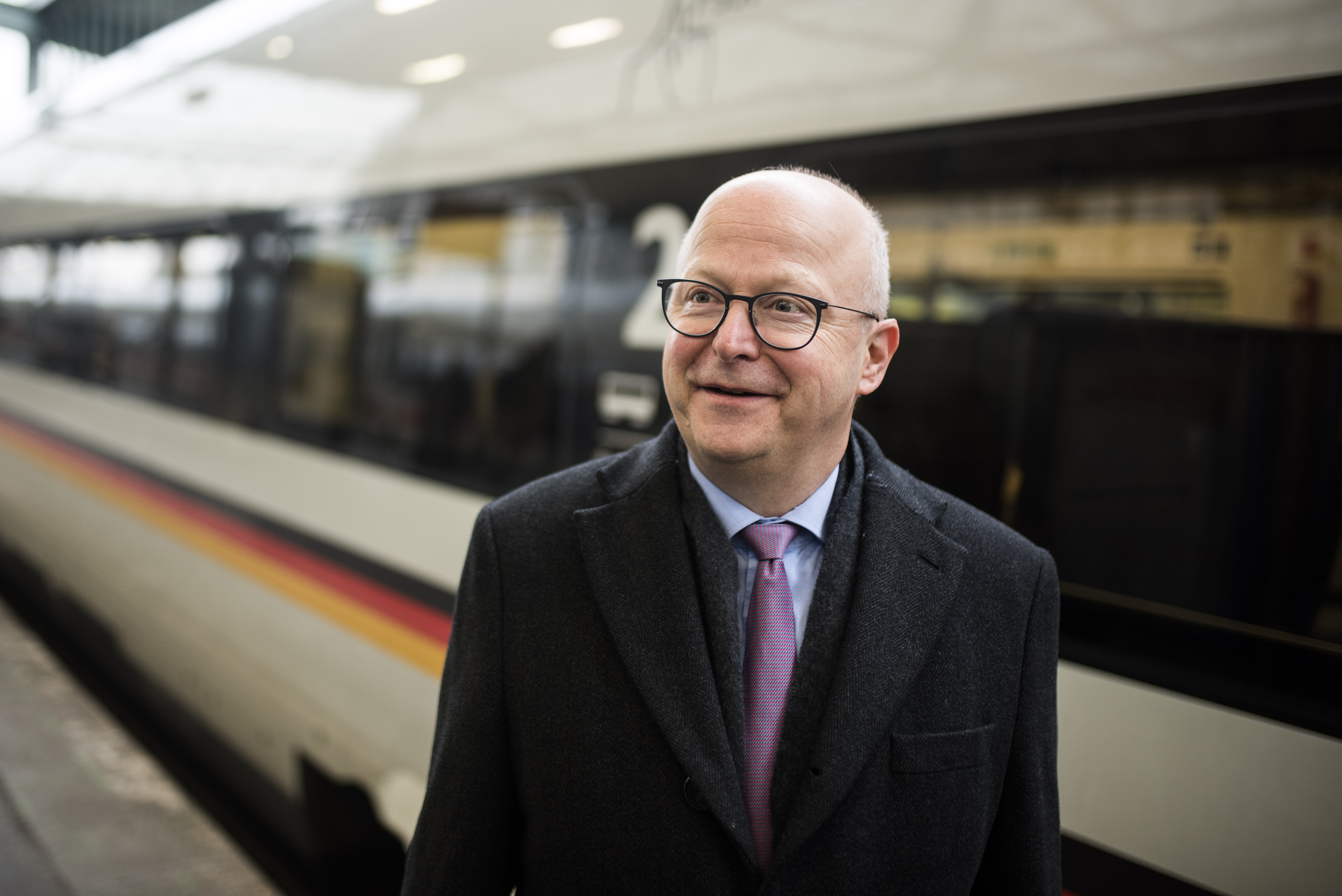
Michael Theurer (2022)

Michael Alexander Theurer (* 12. Januar 1967 in Tübingen) ist ein deutscher Politiker der FDP und Volkswirt. Von Dezember 2021 bis September 2024 war er Parlamentarischer Staatssekretär beim Bundesminister für Digitales und Verkehr. Außerdem war er von Januar 2022 bis September 2024 Beauftragter der Bundesregierung für den Schienenverkehr.
Von 2017 bis 2024 war er Mitglied des Deutschen Bundestages, von 2017 bis 2021 als stellvertretender FDP-Fraktionsvorsitzender. Von 2013 bis 2024 war er Vorsitzender der FDP Baden-Württemberg und von 2013 bis 2024 Beisitzer des Präsidiums der FDP-Bundespartei. Von 1995 bis 2009 war er Oberbürgermeister der Stadt Horb am Neckar, von 2001 bis 2009 Mitglied des baden-württembergischen Landtags und von 2009 bis 2017 Mitglied des Europäischen Parlaments.
Theurer ist seit September 2024 Vorstand der Deutschen Bundesbank.

## Jugend und Studium
Michael Theurer wuchs in Horb auf, wo er auch die Grundschule besuchte. Nach dem Abitur 1986 am Martin-Gerbert-Gymnasium leistete er bei der Bundeswehr in Calw bis 1987 seinen Grundwehrdienst ab. Von 1988 bis 1990 arbeitete Theurer als Volontär beim Schwarzwälder Boten in Oberndorf am Neckar. Im Anschluss war er einige Monate als Lokalredakteur dieser Zeitung in Schramberg tätig, bevor er im Oktober 1990 mit dem Studium der Volkswirtschaftslehre an der Eberhard-Karls-Universität Tübingen begann. Dieses schloss er im November 1995 als Diplom-Volkswirt ab.

## Politische Aktivitäten

### In der Kommunalpolitik
1983 trat Theurer den Jungen Liberalen und der FDP bei. 1989 wurde er bei den Kommunalwahlen in den Gemeinderat der Stadt Horb am Neckar gewählt, wo er bis 1995 den Fraktionsvorsitz der von ihm gegründeten Listenverbindung von FDP und Freien Wählern (FD/FW) innehatte. Im Dezember 1994 wurde er – noch vor Beendigung seines Studiums – zum Oberbürgermeister der Stadt Horb gewählt. Zu diesem Zeitpunkt war Theurer 27 Jahre alt und damit der jüngste Oberbürgermeister Deutschlands. Dieses Amt hatte er bis zu seiner Wahl in das Europäische Parlament 2009 inne.
Seit 1999 ist Theurer auch Mitglied des Kreistags des Landkreises Freudenstadt, wo er von 1999 bis 2004 Vorsitzender der Kreistagsfraktion der FDP/DVP war. 2004, 2009, 2014 und 2019 wurde er erneut in den Kreistag gewählt. Aus dem Kreistag schied er mit Aufnahme der Funktion als Parlamentarischer Staatssekretär beim Bundesminister für Digitales und Verkehr Ende 2021 aus.
Am 25. Mai 2014 kandidierte er erneut für den Gemeinderat seiner Heimatstadt Horb am Neckar und wurde als gesamtstädtischer Stimmenkönig für die FD/FW-Listenverbindung in dieses Gremium gewählt. 2019 kandidierte er nicht mehr für den Gemeinderat.

### In der Landespolitik
Von 1991 bis 1994 war Theurer Landesvorsitzender der Jungen Liberalen Baden-Württemberg. Zudem wurde er im Jahr 1991 in den Landesvorstand der FDP/DVP und 1999 zum stellvertretenden Landesvorsitzenden der FDP gewählt. Nach dem schlechten Abschneiden der FDP bei der Landtagswahl 2011 in Baden-Württemberg forderte er die langjährige Landesvorsitzende und seinerzeit Vorsitzende der FDP-Bundestagsfraktion Birgit Homburger heraus, konnte sich im zweiten Wahlgang jedoch mit 194 zu 197 Stimmen nicht durchsetzen. Am 2. November 2013 trat Theurer zur Wahl um den Vorsitz der baden-württembergischen FDP an und konnte die Stichwahl gegen den Fraktionsvorsitzenden Hans-Ulrich Rülke knapp mit 199 zu 188 Stimmen für sich entscheiden. Er legte den Landesvorsitz am 1. September 2024 nieder.
Bei der Landtagswahl 2001 wurde Theurer in den Landtag von Baden-Württemberg gewählt. In dieser Legislaturperiode war er rechts-, medien- und europapolitischer Sprecher der FDP-Landtagsfraktion sowie stellvertretender Vorsitzender des Europaausschusses des Landtags von Baden-Württemberg. 2006 wurde er im Landtagswahlkreis Freudenstadt mit 19,8 % der Stimmen wiedergewählt, womit er landesweit das beste Ergebnis der FDP erzielte. Die FDP erreichte insgesamt 10,8 %. Von 2006 bis 2009 war Theurer stellvertretender Vorsitzender der FDP/DVP-Landtagsfraktion sowie des Europaausschusses des baden-württembergischen Landtags.

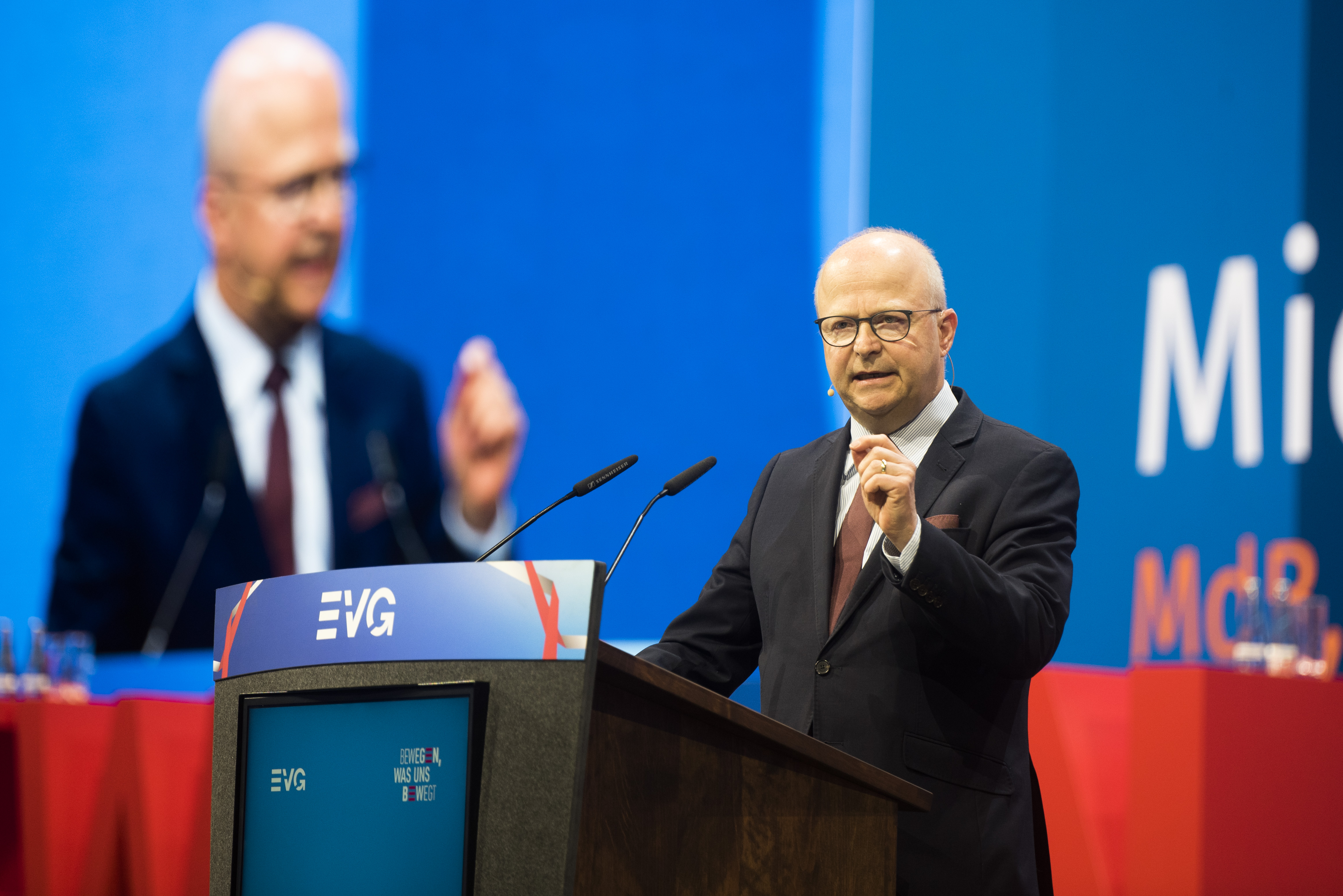
Theurer beim Gewerkschaftstag der EVG 2022

### In der Europapolitik
Bei der Europawahl 2009 kandidierte Theurer auf Platz 8 der deutschen FDP-Liste für das Europäische Parlament. Die FDP erreichte im Landkreis Freudenstadt mit 26,7 % das bundesweit beste Stimmenergebnis. Nachdem er als Europaabgeordneter gewählt worden war, musste er im August 2009 das Amt als Oberbürgermeister der Stadt Horb niederlegen. Am 31. August 2009 legte er auch sein Landtagsmandat nieder. Für ihn rückte Friedhelm Ernst in den Landtag nach. Ab 2011 war er stellvertretender Vorsitzender der FDP im Europäischen Parlament und Koordinator zur Bundestagsfraktion. Im Januar 2012 wurde Theurer Vorsitzender des Haushaltskontrollausschusses des Europäischen Parlaments.
Theurer war Vorsitzender in der Delegation für die Beziehungen zu Australien und Neuseeland (DANZ), Mitglied in der Delegation für die Beziehungen zu China und stellvertretendes Mitglied in der Delegation für die Beziehungen zu Indien.
Bei der Europawahl am 25. Mai 2014 kandidierte Theurer auf Listenplatz zwei der bundesweiten FDP-Liste und zog damit erneut ins Europäische Parlament ein. Im Landkreis Freudenstadt erzielte die FDP 13 Prozent der Stimmen. Damit erzielte sie dort zum zweiten Mal in Folge das bundesweit beste Ergebnis für die FDP zur Europawahl in einem Landkreis.
Er war von 2014 bis 2016 Mitglied des Ausschusses für Industrie, Forschung und Energie. Zudem war er Mitglied im Haushaltskontrollausschuss (CONT) und bis zum Ende seines Mandats im Europäischen Parlament im Ausschuss für Wirtschaft und Währung (ECON). Des Weiteren war Michael Theurer Sonderberichterstatter im Sonderausschuss zu Steuervorbescheiden und anderen Maßnahmen ähnlicher Art und Wirkung (TAXE 1) und von TAXE 2 (Sonderausschuss zu Steuervorbescheiden und anderen Maßnahmen ähnlicher Art und Wirkung). Das Mandat von TAXE 1 endete am 30. November 2015 und wurde durch TAXE 2 abgelöst, das am 2. August 2016 endete. Theurer war danach im Untersuchungsausschuss zur Prüfung von behaupteten Verstößen gegen das Unionsrecht und Missständen bei der Anwendung desselben im Zusammenhang mit Geldwäsche, Steuervermeidung und Steuerhinterziehung, der „Panama Papers“ (PANA).

### In der Bundespolitik
Theurer war von 2003 bis 2011 und von 2013 bis 2024 Mitglied im Bundesvorstand der FDP. Von 2013 bis 2024 war Theurer zudem Beisitzer des Präsidiums der FDP-Bundespartei. Er war dort zuständig für die Bereiche Wirtschaft und Arbeit sowie Kirchen und Religionsgemeinschaften.
Für die Bundestagswahl 2017 kandidierte Theurer als FDP-Kandidat im Wahlkreis Karlsruhe-Stadt und wurde als Spitzenkandidat der FDP-Landesliste in den 19. Deutschen Bundestag gewählt. Dort war er stellvertretendes Mitglied im Ausschuss für Gesundheit, im Ausschuss für Arbeit und Soziales, im Ausschuss für Tourismus, im Gemeinsamen Ausschuss sowie im Ausschuss für Wirtschaft und Energie. Am 20. Oktober 2017 wurde Theurer zum stellvertretenden Vorsitzenden der FDP-Bundestagsfraktion gewählt. Er war zuständig für den Politikbereich Vorankommen durch eigene Leistung.
Theurer forderte 2018, die Gemeinnützigkeit der Deutschen Umwelthilfe (DUH) auf den Prüfstand zu stellen, nachdem diese Fahrverbote für Dieselfahrzeuge wegen Grenzwertüberschreitungen durchgesetzt hatte. Die DUH habe mit ihren auf „äußerst fragwürdigen Messwerten“ basierenden Kampagnen Fahrverbote und damit kalte Enteignungen für Millionen Dieselfahrer „durchgeboxt“.
Im Mai 2020 lud Theurer Boris Palmer, der gerade von Landesvorstand der baden-württembergischen Grünen wegen umstrittener Äußerungen während COVID-19-Pandemie in Deutschland zum Parteiaustritt aufgefordert wurde, zum Eintritt in die FDP ein. Parteichef Christian Lindner lehnte dies aber ab.
Am 2. September 2021 verglich Theurer den durch den baden-württembergischen Finanzminister Danyal Bayaz veranlassten Aufbau einer Internetplattform zur anonymen Anzeige von Steuerhinterziehern mit der Nazi-Diktatur und sprach von einer „Blockwart-Mentalität“.
Von seiner Partei auf den Spitzenplatz der Landesliste zur Bundestagswahl 2021 gewählt, zog er erneut in das Parlament ein. Vom 8. Dezember 2021 bis zum 1. September 2024 war er Parlamentarischer Staatssekretär beim Bundesminister für Digitales und Verkehr, Volker Wissing. Vom 12. Januar 2022 bis zum 1. September 2024 war er zusätzlich auf Vorschlag von Bundesminister Wissing Beauftragter der Bundesregierung für den Schienenverkehr. Im Zuge seiner Ernennung zum Vorstandsmitglied der Bundesbank legte Theurer am 1. September 2024 sein Bundestagsmandat und seine Ämter in der Bundesregierung nieder. Für ihn rückte Julian Grünke in den Bundestag nach. Als Parlamentarischer Staatssekretär und Beauftragter für Schienenverkehr folgte ihm Gero Hocker nach.
Als Staatssekretär schlug Theurer notfalls eine Zerschlagung der großen Mineralölkonzerne vor, falls diese sinkende Preise nicht an die Kunden weitergeben und somit für andauernd hohe Spritpreise sorgen. Eine Zerschlagung sei in solchen Fällen, wo Konzerne ihre Marktmacht missbräuchten und den Wettbewerb beschädigten, ein „urmarktwirtschaftliches Prinzip“. Außerdem solle das Bundeskartellamt gestärkt werden, um große Konzerne in Zukunft stärker zu überwachen.

## Nach der politischen Laufbahn
Theurer wurde zum 1. September 2024 auf Vorschlag der Bundesregierung zum Mitglied des Vorstands der Deutschen Bundesbank ernannt.

## Gesellschaft und Ehrenamt
Theurer engagiert sich ehrenamtlich in zahlreichen gesellschaftlichen Einrichtungen. Er ist Mitglied des Verwaltungsrates der Reinhold-Maier-Stiftung und war Gründungsvorsitzender des Träger- und Fördervereins „Ehemalige Synagoge Rexingen e. V.“, der sich u. a. die Aufgabe gestellt hat, die jüdische Geschichte des früheren Rabbinats Muehringen/Horb zu dokumentieren. Er war Mitglied im Präsidium der Europa-Union Deutschland e. V., die sich für ein föderalistisches Europa und den europäischen Einigungsprozess einsetzt. Michael Theurer war zudem stellvertretender Vorsitzender der Europäischen Parlamentarischen Gesellschaft. Von 2001 bis 2009 war er erster Vorsitzender des Interessenverbands Gäu-Neckar-Bodensee-Bahn, der sich für einen Ausbau der Gäubahn einsetzt. Im Jahr 2009 gründete Theurer mit Abgeordneten verschiedener Fraktionen das Donau-Forum, dessen stellvertretender Vorsitzender er ist. Diesem Netzwerk gehören mittlerweile rund 60 Europaabgeordnete an. Zwei Jahre später erhielt Theurer einen Lehrauftrag an der Dualen Hochschule Baden-Württemberg in Lörrach, an der er regelmäßig über die aktuellen politischen Themen in Europa referiert.

## Privates
Theurer ist seit 2016 mit seiner langjährigen Lebensgefährtin Antje Giede-Jeppe, einer Fachärztin für Neurologie, verheiratet, mit der er zwei Kinder hat.

## Schriften (Auswahl)
- Demokratie und Internet. In: Detmar Doering, Constantin Eckner, Steffen Hentrich, Susanne Liermann, Dirk Schuster (Hrsg.): Demokratie in Europa. Liberale Perspektiven. 2013, ISBN 978-3-8288-3112-4.
- Erfolg hat, wer Internet kann! In: Mike Friedrichsen, Roland A. Kohn (Hrsg.): Digitale Politikvermittlung. Springer Fachmedien, Wiesbaden 2014, ISBN 978-3-658-06570-6.
- Eigentumsbildung oder Umverteilung – Die Gretchenfrage der Politik. In: Heinrich Beyer, Hans-Jörg Naumer (Hrsg.): CSR und Mitarbeiterbeteiligung: Die Kapitalbeteiligung im 21. Jahrhundert. Springer, Berlin/Heidelberg 2018, ISBN 978-3-662-57599-4.